# Convolvulus prostratus
Convolvulus prostratus es una planta herbácea perteneciente a la familia Convolvulaceae.

## Distribución
Es originaria de India y Myanmar, en la medicina tradicional Ayurveda es utilizada contra el nerviosismo, la ansiedad, la depresión y el trastorno obsesivo-compulsivo.
Shankapushpi, en ayurveda es una buena hierba contra estos trastornos, tiene, según la mayoría de las fuentes, es  Convolvulus pluricaulis , pero algunos dicen que la auténtica Shankapushpi es Clitoria ternatea. 

## Taxonomía
Convolvulus prostratus fue descrito por Jacques Denys Choisy y publicado en Species Plantarum 1: 153. 1753.
Etimología
Convolvulus: nombre genérico que procede del latín convolvere, que significa "enredar".
prostratus: epíteto latíno que significa "prostada".
Sinonimia
- Convolvulus pluricaulis Choisy
- Convolvulus pluricaulis var. macra Clarke[4]